# Banrisul
Banrisul, Banco del Estado de Río Grande del Sur S.A., es un banco estatal brasileño constituido como una sociedad de economía mixta con participación en el accionariado del gobierno del estado de Río Grande del Sur que es el mayor accionista individual. Su foco de negocios se centra en la región sur de Brasil.

## Historia

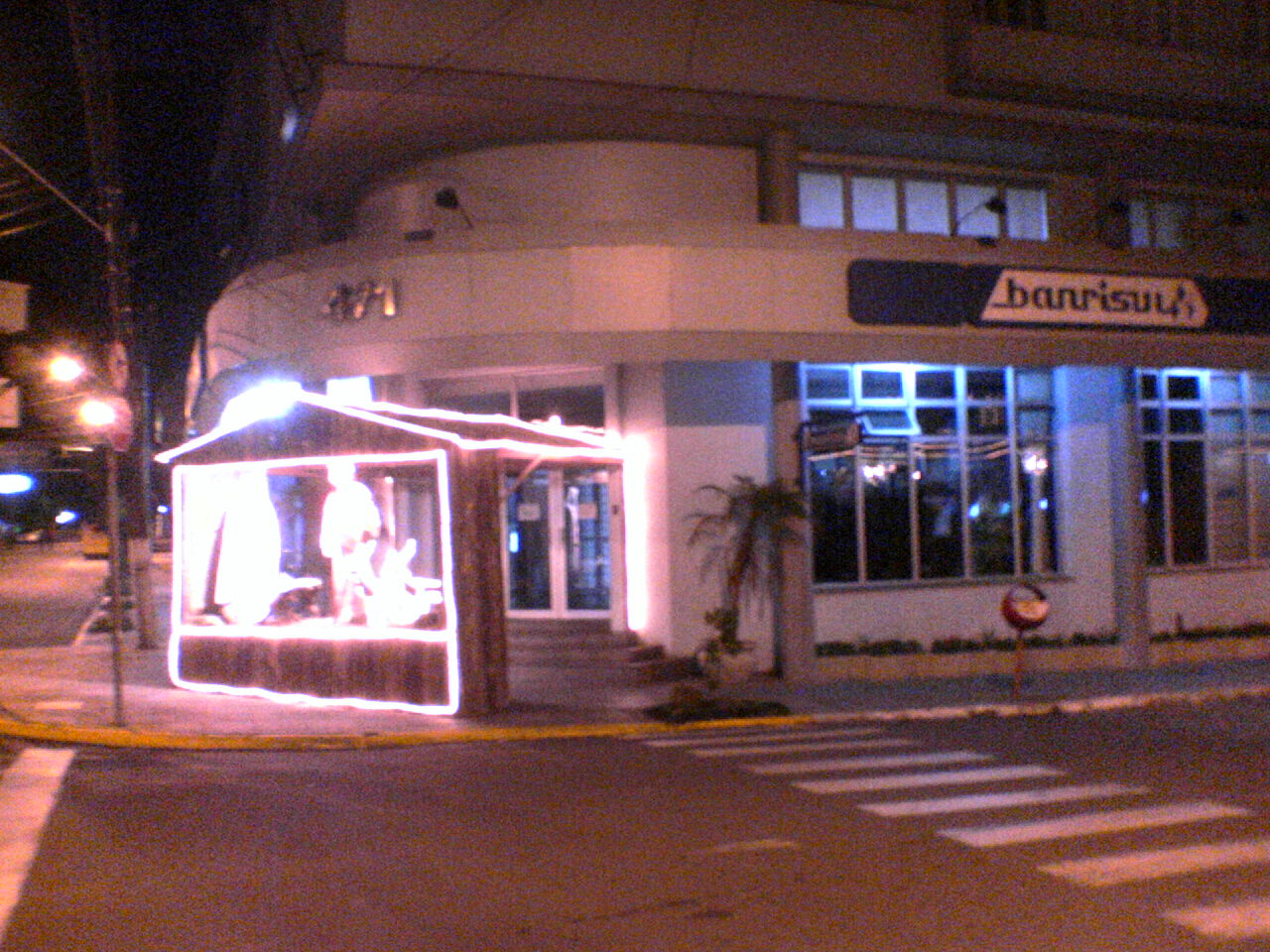
Fachada de la agencia Farroupilha.

Fue creado el 12 de septiembre de 1928, por el entonces presidente del Estado, Getúlio Dornelles Vargas.  Creado con el objetivo primero de préstamos a largo plazo, una solicitación insistente de los ganaderos locales. Sus hipotecas tenían la garantía del Estado, facilitando su colocación en el mercado interios, y en el exterior, la principal fuente de recursos para sus préstamos a largo plazo. Mientras tanto, como los créditos hipotecários tenían bajo retorno y rendimiento, el Banco creó desde su inicio una cartera de préstamos a corto plazo, ofreciendo como flujo continuo de préstamos a la labranza (principalmente de arroz, como a la ganadería y a la industria del charqui o cecina.
En 1998, Banrisul fusionó la 'Caixa Econômica Estadual do Rio Grande do Sul', a través del Decreto 38.536 del 27 de mayo del mismo año.

## Actualidad
Su misión actual es promover el desarrollo económico y social de Río Grande del Sur. Es una institución que atiende a personas de todos los segmentos económicos y sociales. Es una sociedad de economía mixta, sobre la forma de sociedad anónima, cuyo mayor accionista es el Estado de Río Grande del Sur, con un 49.39% de la participación en el capital social y 98.13% de participación en el capital votante. Está presente en el 78% de los municipios gaúchos, con 514 agencias en 6 estados brasileños. Como banco múltiple provincial actúa en las carteras comerciales, crédito financiero e inversión, crédito inmobiliario, desarrollo, arrendamiento mercantil y de inversión.
En la cartera comercial desenvuelve productos, hace viables las inversiones, fortalece las relaciones con el sector público, o agronegocio, micro, pequeñas y medianas empresas y sector servicios. Como banco de desarrollo, es articulador de negocios y principal social de la cadena productiva. En la actuación social, se dedica a fomentar proyectos para mejorar la calidad de vida de los gaúchos, principalmente, en las áreas de la educación, cultura, deporte y medio ambiente. El foco de actuación son las personas físicas, pequeñas y medianas empresas. Para atender a los 2,9 millones de clientes, la red de atención al cliente de Banrisul cuenta con más de mil puntos en el país, distribuidos en 415 agencias, 286 puestos, 2 agencias en el exterior (Nueva York y Gran Caimán, una oficina en Buenos Aires y 361 puntos de Banrisul electrónico, además de 8928 funcionarios (datos del 2006).
El grupo Banrisul está constituido por el Banco del Estado de Río Grande del Sur S.A., Banrisul S.A. Administradora de Consorcios, Banrisul S.A. Correduría de Valores Mobiliarios y Cambio, Banrisul Almacenes Generales y Banrisul SErvicios Ltda.
Su actual presidente es Fernando Guerreiro de Lemos, que preside el banco desde 2003.

## Preferencia de los gaúchos
En 2007, el Banrisul venció nuevamente en la categoría de Bancos preferidos de los gaúchos y gaúchas a través de la encuesta 'Marcas de quem decide do Jornal do Comércio. El Jornal do Comércio publica anualmente esa encuesta, que viene siendo ganada sistemáticamente por Banrisul.

## Capitalización
En 2007, Banrisul pasó por un proceso de capitalización donde se colocó como uno de los dos mayores bancos públicos de Brasil. Banrisul volvió a tener una cantidad ranozable de capital flotante en la Bovespa. La acción fue considerada como un éxito, pues además de mantener el control de la institución con el gobierno del Estado de Río Grande del Sur, el banco aumentó considerablemente su patrimonio líquido.
Las acciones negociadas fueron las preferenciales, sin derecho a voto. Banrisul participa como empresa del Nivel 1 del índice del Gobierno corporativo. Los códigos de sus acciones son BRSR3, BRSR5 e BRSR6.

## Banricompras
El Banricompras es un producto de Banrisul para sus clientes que permite utilizar la cartilla de la cuenta corriente en los pagos a vista, a plazo o fraccionado en los establecimientos que tienen el convenio con el Banco. Está considerado como innovador porque pertenece a Banrisul el cliente, la bandera de la cartilla, la red de convenio y las soluciones tecnológicas.

## Museo Banrisul
Abierto al público, en Porto Alegre, en la Casa de la Cultura Mario Quintana y en el Memorial del Estado de Río Grande del Sur, el museo muestra toda la trayectoria de Banrisul.
Banrisul, a través del museo, reúne un acervo representativo de la Historia del Estado, por su existencia sintonizada con el contexto socioeconómico y cultural de Río Grande del Sur.
El Museo Banrisul abrió sus puertas al público el 15 de marzo de 1994. Sus piezas fueron recogidas de las agencias del Estado y del país, entre ellas destacamos: documentos, máquinas, relojes, fotografías, mobiliario, definitivamente, objetos que muestran la rutina bancaria, recibiendo también, donaciones de material, hechas por las agencias, clientes o simpatizantes de la institución.
Más allá de su exposición de carácter permanente, se ralizan eventos ligados a la historia del Banco y del Estado. El Museo Banrisul preserva para el futuro el legado de la historia en el Memorial y en la Casa de la Cultura Mario Quintana. Estos espacios están a disposición de los investigadores y visitas escolares, de turistas y de la población en general.

## Centro de entrenamiento
Banrisul posee en Porto Alegre un Centro de Entrenamiento para sus colaboradores. Se sitúa en la Carretera de la Serraría 3100.

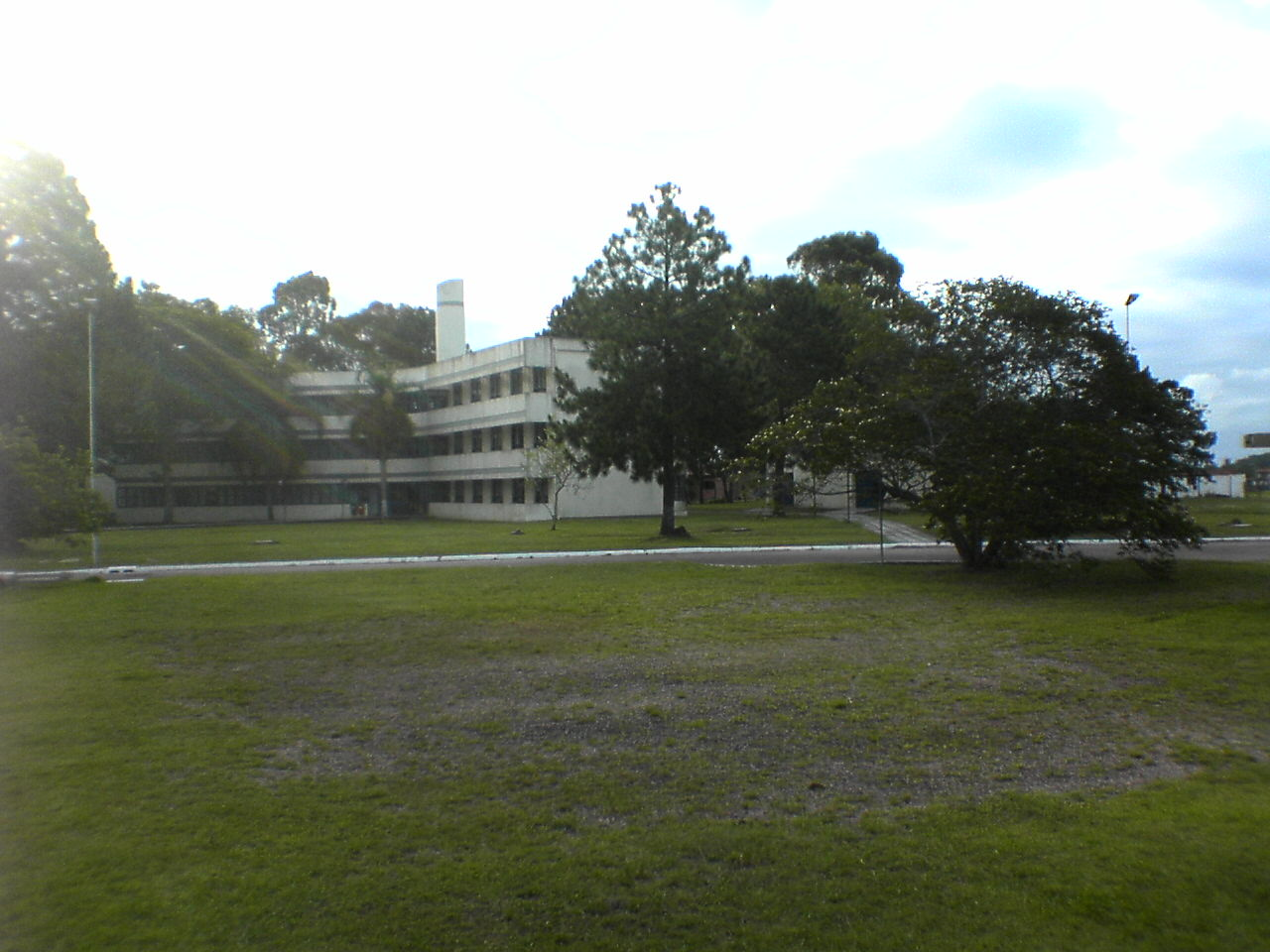
Alojamiento del Centro de Entrenamiento
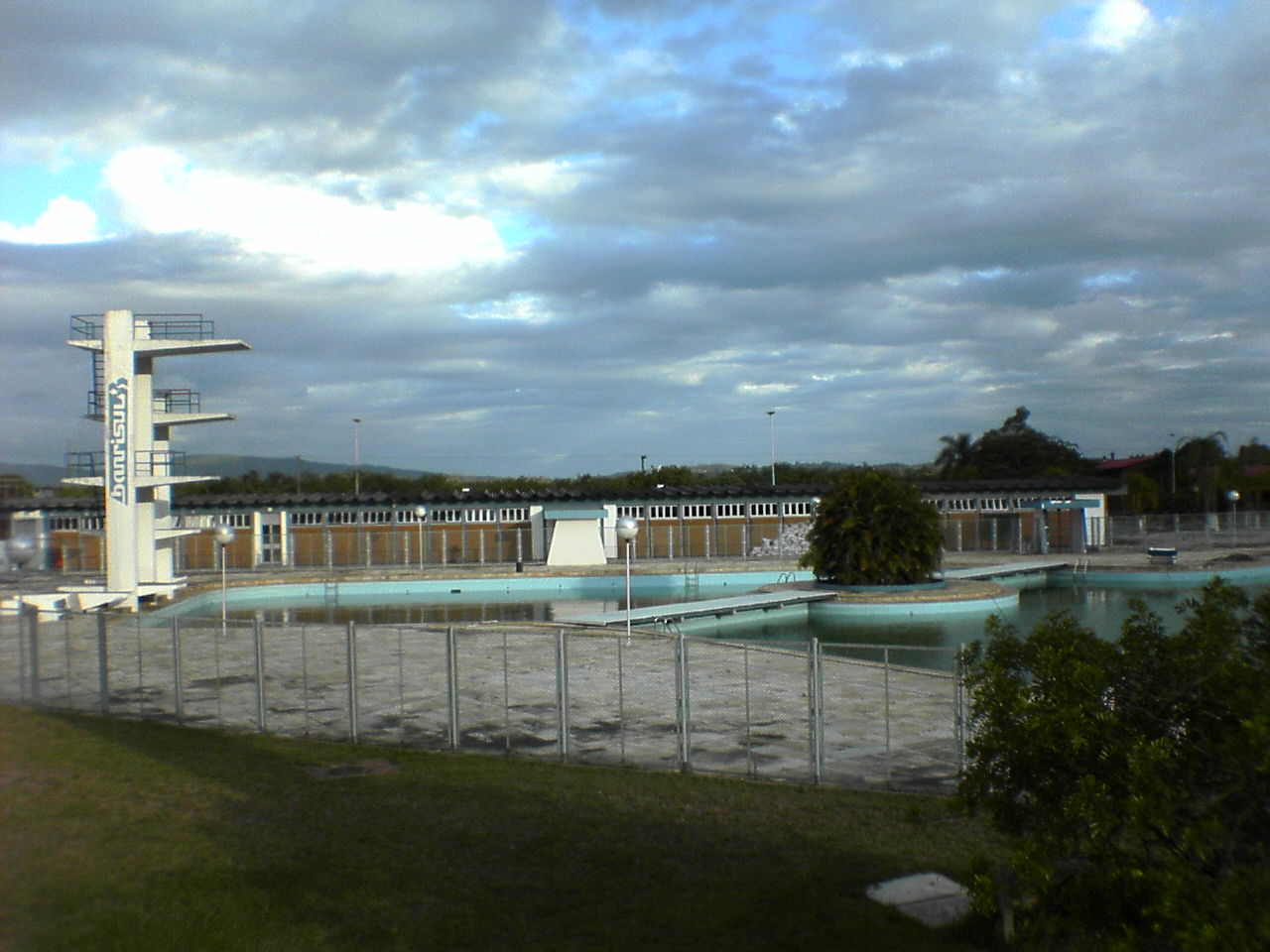
Vista de las Piscinas
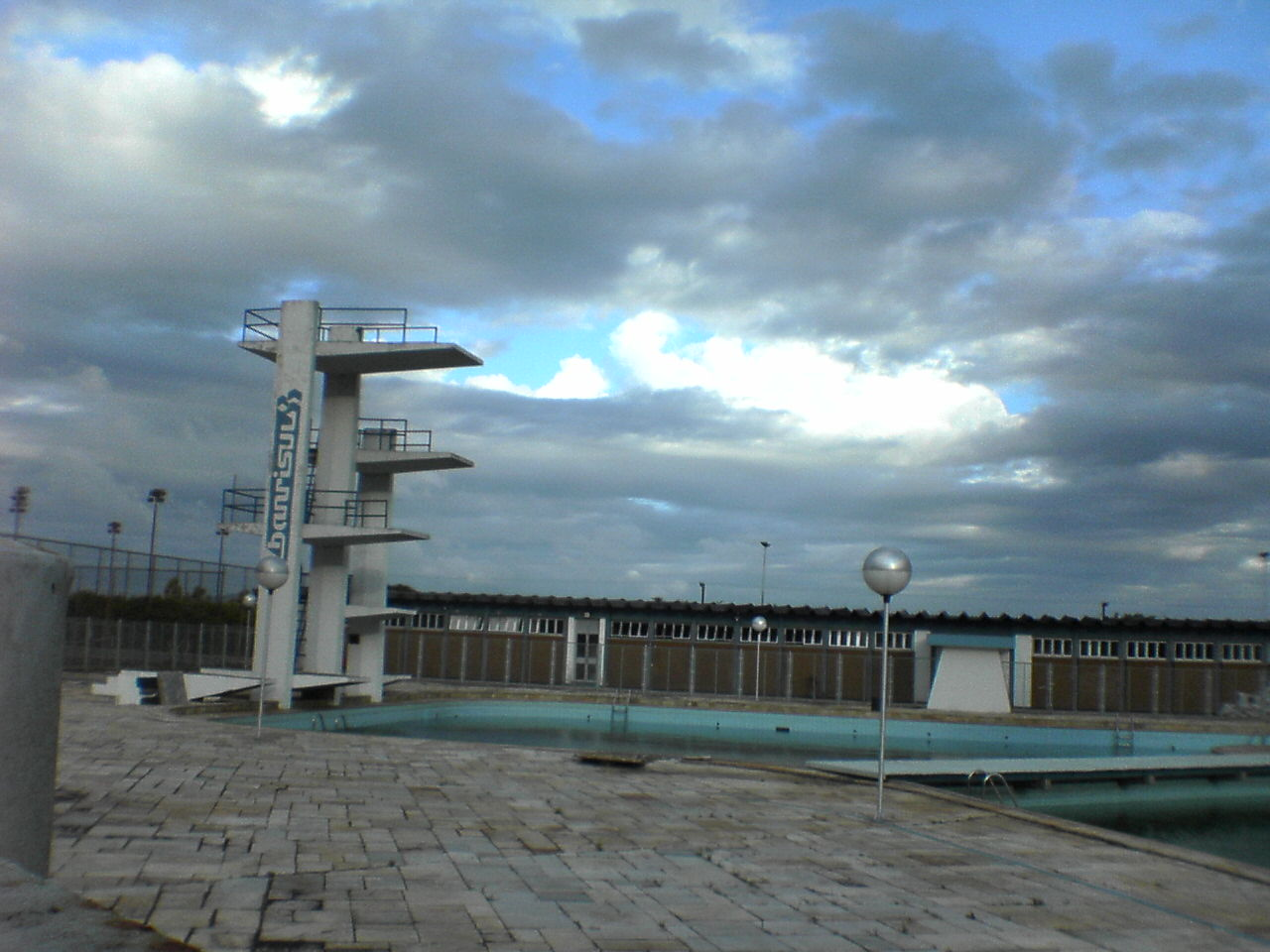
Piscinas
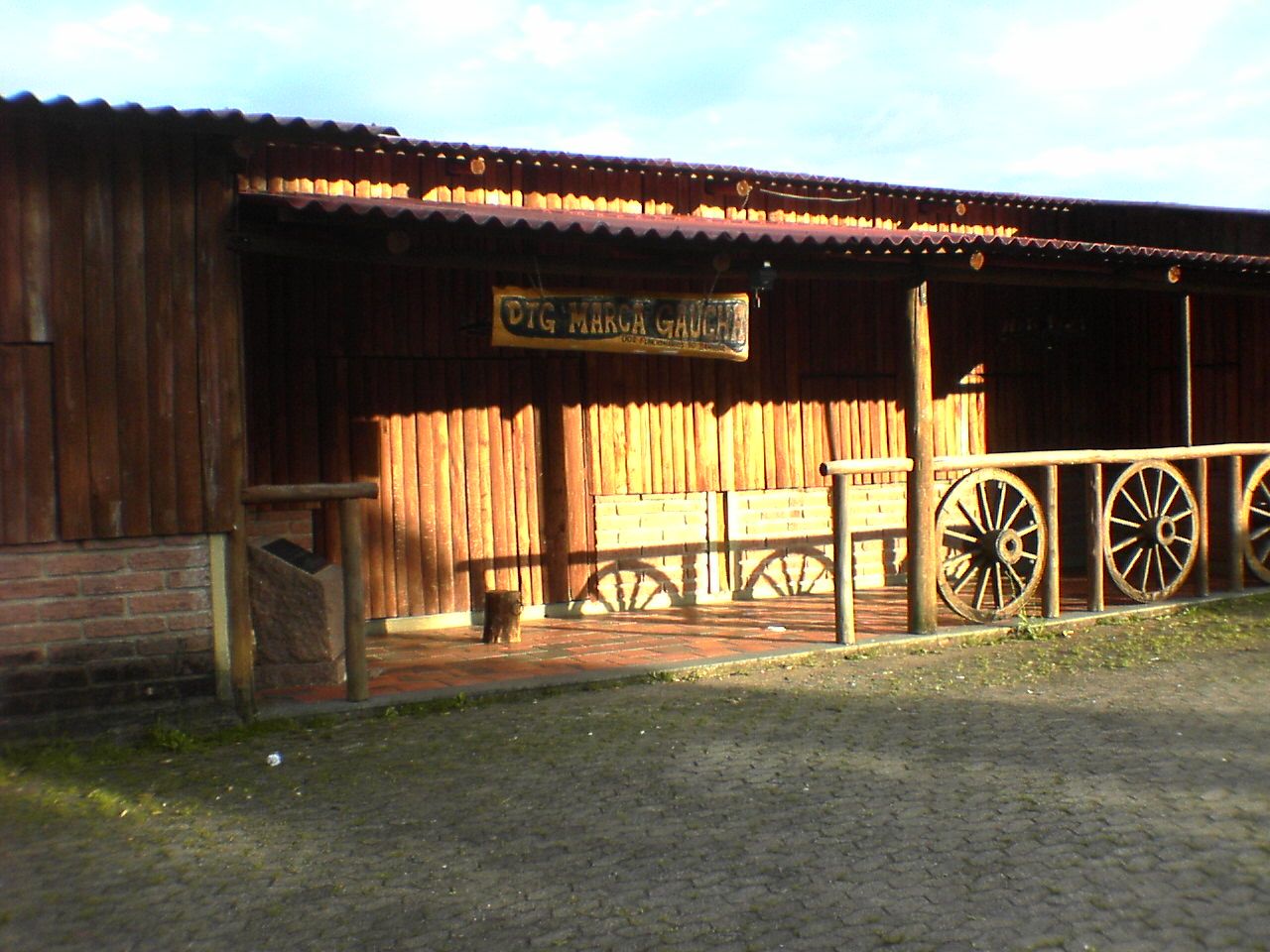
DTG Marca Gaúcha

## Publicidad
Banrisul es patrocinador de los clubes de fútbol SC Internacional y el Grêmio, ambos de Porto Alegre.